# ثور بن معن السلمي
ثور السلميّ جدّ معن بن يزيد بن الأخنس السلمي لأمه، يكنى أبا أمامة 

وقال ابن الاثیر’’ ثور والد يزيد بن ثور السلمي. يكنى أبا أمامة، بايع هو وابنه يزيد، وابن ابنه معن بن يزيد،
وقال ابن حبان ’’أَبُو أُمَامَة قَالَ خَاصَمت إِلَى رَسُولُ اللَّهِ صَلَّى اللَّهُ عَلَيْهِ وَسَلَّمَ فأفلجني‘‘
ذكره ابن حبّان في الصّحابة، وروى الباوردي في ترجمته من طريق أبي الجويرية عن معن بن يزيد بن ثور، قال: بايعت أنا وأبي وجدّي رسول اللَّه صلّى اللَّه عليه وسلم، فظاهر هذا السياق أن ثورا اسم جده لأبيه، وليس كذلك، وإنما اسمه الأخنس. والأولى فيه ما قاله ابن حبان